# Bülach (stacja kolejowa)
Bülach – stacja kolejowa w Bülach, w kantonie Zurych, w Szwajcarii. Znajdują się tu 4 perony.